# Sankt-Petri-Kirche (Stößen)

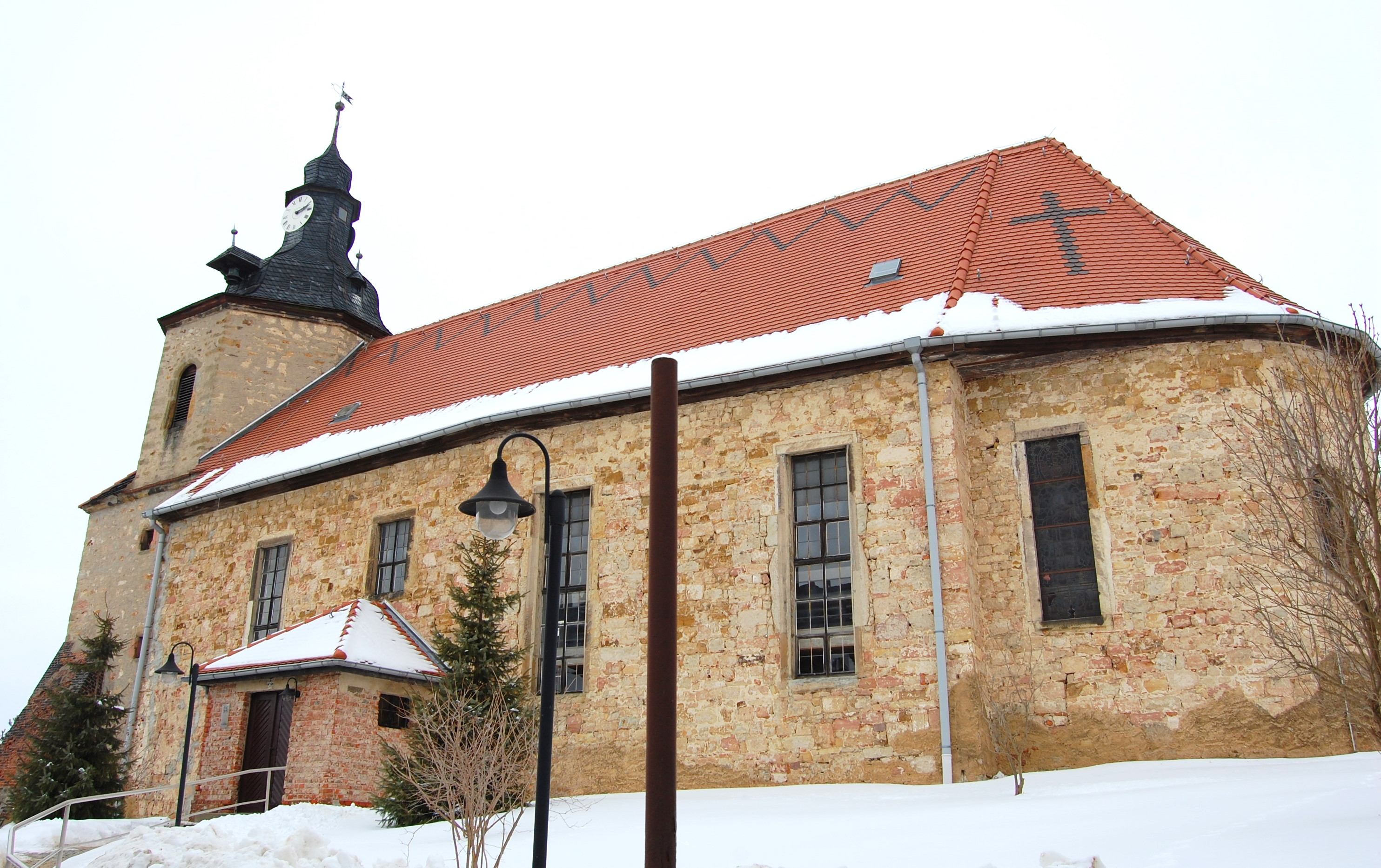
Sankt-Petri-Kirche

Die Sankt-Petri-Kirche ist die evangelische Kirche der Kleinstadt Stößen in Sachsen-Anhalt.

## Architektur und Geschichte

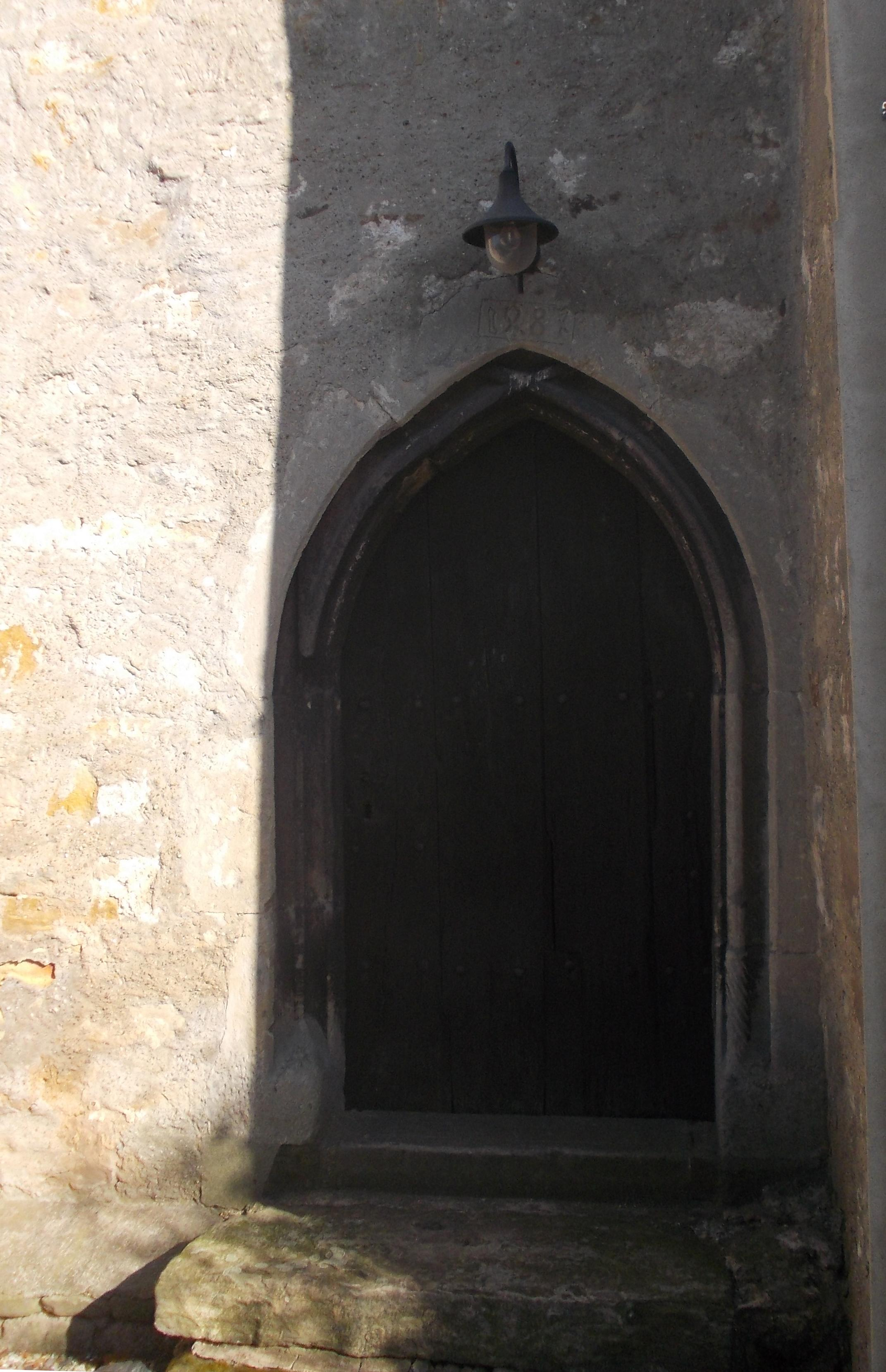
Portal am Turm mit Inschrift „1487“

Die Kirche geht bis auf die Romanik zurück. Aus dieser Zeit sind neben der halbrunden Apsis auch zwei Rundbogenfenster erhalten. Nach einer 1432 erfolgten Zerstörung des Gebäudes wurde es dann bis 1534 wieder aufgebaut. Das Südportal entstand in der Zeit der Spätgotik. 1728 erfolgte ein Umbau des Kirchenschiffs. Westlich des Kirchenschiffs befindet sich der möglicherweise 1487 errichtete Kirchturm mit achteckigem Oberbau. Der Turm war 1573 eingestürzt und wurde 1578 wieder aufgebaut. Die bekrönende Haube stammt aus dem 17. Jahrhundert.

## Innengestaltung
Das Kircheninnere wird von einer flachen, hölzernen Decke überspannt. Es besteht eine schlicht gehaltene Hufeisenempore. Vor der Apsis steht ein Kanzelaltar im Stil des Barock. Der aus Holz gefertigte Altar verfügt über seitliche Durchlässe sowie Darstellungen von Mose und Johannes dem Täufer. Der Korb der Kanzel ist von Säulen umrahmt. Oben befindet sich die Figur eines Engels. Ursprünglich nicht zum Altar gehörten die möglicherweise aus dem 14. Jahrhundert stammenden Figuren der Apostelfürsten. Weitere Figuren stellen Maria und Johannes den Evangelisten dar.
In der Kirche befindet sich auch eine achteckige mit Lilienornamenten versehene Kuppa eines aus der Zeit der Spätromanik stammenden Taufsteins. Die größte der drei Kirchenglocken wurde 1607 gegossen. Während des Zweiten Weltkrieges wurden für Rüstungszwecke Glocken aus dem Kirchturm entfernt. Sie entgingen jedoch der Einschmelzung und wurden am 2. November 1947 wieder eingeweiht.